# Maurice Moutat
Maurice Moutat (nascido em 19 de dezembro de 1954) é um ex-ciclista olímpico camaronês. Moutat representou o seu país durante os Jogos Olímpicos de Verão de 1976, em Montreal.